# 活跃成人零售
活跃成人零售是一种针对特定年龄群体的日常需求的商店和职业服务业管理。活跃成人（Active adult），在美国主要指占有社会主导力量的婴儿潮时代出生的人，也就是那些中老年，有稳定职业，年龄在50-55岁左右，仍在健康有活动能力的人群。这类人群的重要性在于，他们是美国社会一个快速增长、庞大而且最富有的阶层，因此，对零售业的影响重大。
从2006年开始，活跃成人群体以每天10,000人的速度达到年满60岁，并且在未来18年会继续保持这个速度。他们也控制了美国77%的财富，具有2万亿美元的购买力。
活跃成人这个概念最早由城市规划专家Rick Abelson提出。 (09- 23-1960)，他是第一个研究特定年龄层居民社区的纽带关系的人。因此，出现了活跃成人住房、活跃成人社区和其他这些人群的零售需求。他提出的模型描述了在150,000至200,000 sq ft（14,000至19,000 m2）生活社区内这个年龄阶层群体的日常需求，提出一个平衡的房屋规划，包括40%特定商品店、30%医疗健康和金融教育服务、30%娱乐和餐饮。这个模型一直被美国零售开发商广泛应用，在中老年社区的建设中，进行相关便捷建设。
麦肯锡全球学院关于活跃成人对美国经济重要性研究
《商业周刊封面》，讲述了活跃成人的故事，他们新的生活方式和对于零售市场的影响
创业杂志上的畅销书，名为《婴儿潮时代的领导者市场营销：概念、原理、实践和预测》
AARP关于活跃成人及其对零售业影响的书籍链接

## 附注
1. ↑  . （原始内容存档于2009-08-25）.
2. ↑   (PDF).   [2012-09-06]. （原始内容 (PDF)存档于2011-10-05）.
3. ↑  .   [2012-09-06]. （原始内容存档于2020-01-02）.
4. ↑   (PDF). web.archive.org. 2009-07-30  [2021-10-22]. 原始内容存档于2009-07-30.
5. ↑  . web.archive.org. 2011-08-09  [2021-10-22]. 原始内容存档于2011-08-09.
6. ↑  商业周刊 （页面存档备份，存于）
7. ↑  . Entrepreneur.   [2021-10-22]. （原始内容存档于2022-01-07） （英语）.
8. ↑   (PDF).   [2012-09-06]. （原始内容存档 (PDF)于2012-02-16）.